# Heráldica de la nobleza polaco-lituana

## Heráldica de Polonia
La Heráldica de Polonia está estrechamente relacionada con la Nobleza de Polonia, la Szlachta, que tiene sus origines en los clanes guerreros de la Edad Media  que proveían de soporte militar a los reyes, príncipes o grandes señores. 
Excepciones aparte, todas las familias polacas, (o polaco-lituanas), pertenecientes al mismo clan noble usaban, (y aún usan), el mismo Escudo de armas. La palabra original polaca Herb se refiere en este caso tanto al clan (pol. Ród), (o conjunto de familias), como al Escudo de armas, (el dibujo heráldico), al mismo tiempo. 
El clan noble polaco no implica consanguinidad ni territorialidad, como el Clan escocés, sino el hecho de pertenecer al mismo grupo de guerreros, (o Hermandad de  caballeros), es por tanto un Clan Heráldico. Por esta razón, podemos encontrar cientos de familias diferentes en el mismo clan y todas ellas tenían, (y aún tienen), derecho a usar el mismo Blasón. 
No obstante, en la vida diaria y desde el siglo XVII al XX), el sentido de pertenencia a la familia predominaba sobre el sentido de pertenencia a un clan ya convertido en «legendario». Esto lo indica la propia organización de la mayoría de las heráldicas polacas, que suelen estar organizadas en función de los apellidos específicos de los distintos linajes y no de los escudos de armas.    
Está claramente reconocido que el sentido de pertenencia y arraigo al Escudo de armas del clan existía en la conciencia colectiva  de la "vieja Polonia" y ha sobrevivido desde la Edad Media, pero era más probablemente "ceremonial" y simbólico que cosa cotidiana.   
Desde el tiempo de los Repartos de Polonia, las familias pertenecientes a la "Alta Nobleza", (los Magnates), y algunas pocas más, obtuvieron títulos —solamente: Príncipe, Conde y Barón— además de blasones “propios”, (en realidad meras variantes del Herb original), tanto de las  monarquías reparticionantes, del Imperio francés, del Papado y otros estados.
Es particularmente llamativo que los Escudos de armas polacos tienen Nombre propio, proveniente, en general, de su viejo "Grito de guerra" o bien de su propio diseño. Si bien los blasones polacos podían “partirse” de la misma forma que sus correspondientes de Europa occidental, por el hecho que en general estuvieran  otorgados a los clanes nobles más que a familias individuales, no hacían necesario adjuntar dos o más blasones en uno solo, por lo que pocas veces se los encuentra “partidos” o "cuarteados". Con un sistema análogo al germano-nórdico, se ennoblecía a la persona y todos sus descendientes, (nunca hubo primogenitura, por ejemplo), lo que hace que no haya "brisuras" en los blasones, (señales que distinguen entre el titular original del escudo, su hijo mayor y el o los hijos menores). Es una heráldica un tanto anárquica comparada a la normanda, (anglo-francesa), o a la latina, (hispano-portuguesa-italiana), en la cual las figuras del escudo pueden presentarse mirando hacia la derecha o hacia la izquierda indistintamente, admite el uso de variantes en la cimera e incluso el campo del escudo puede cambiar de color, sin dejar de considerarse siempre como si fuera el mismo blasón.
Cabe destacar que al contrario de otras sociedades donde las familias burguesas prominentes también ostentaban escudos de armas, (Holanda, por ejemplo), en Polonia solamente la nobleza estaba titulada al uso de los mismos. Al mismo tiempo el ennoblecimiento acompañaba invariablemente a la titularidad de un escudo de armas. De hecho la fórmula polaca más apropiada: Pan Jakub Sobieski herbu Janina, (por ejemplo), significa literalmente: Don Santiago Sobieski blasonado Janina.

## Imágenes de algunos Escudos de clanes polaco-lituanos

Herb Ciołek
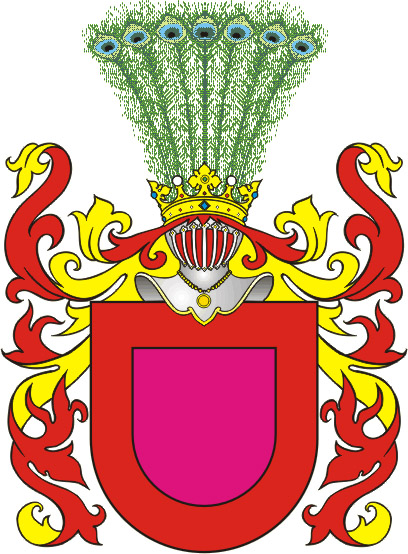
Herb Janina
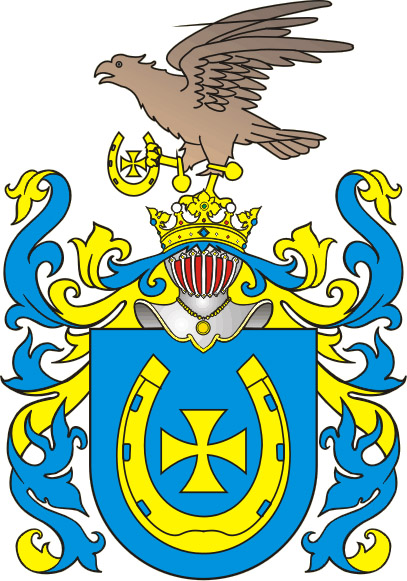
Herb Jastrzębiec
Herb Korybut
Herb Łabędź (Dunin)
Herb Piastów
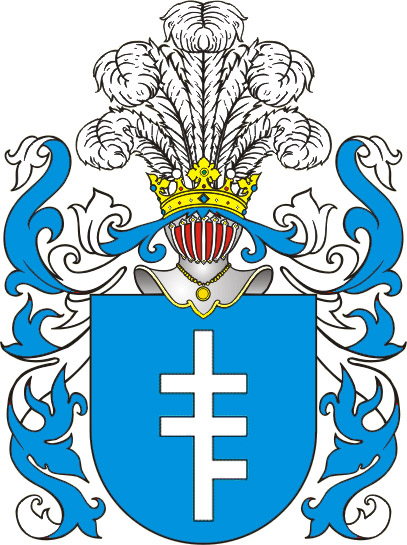
Herb Rodziewiczka
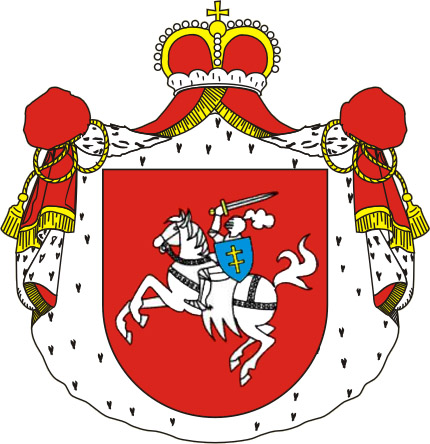
Herb Pogoń Litewska
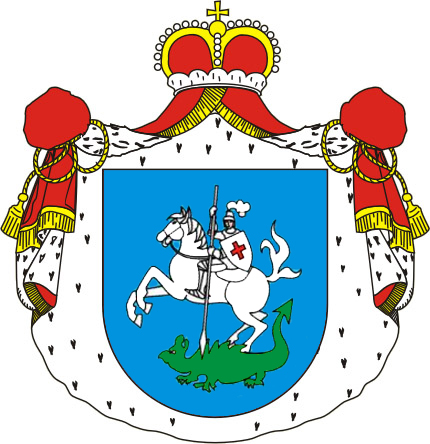
Herb Pogoń Ruska
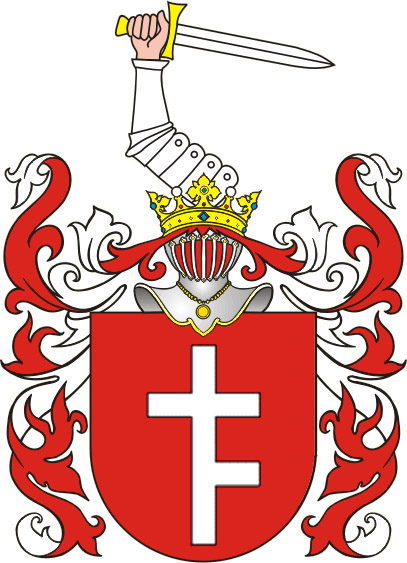
Herb Prus I
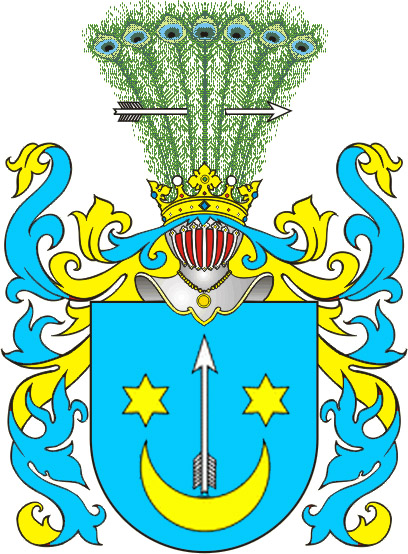
Herb Sas
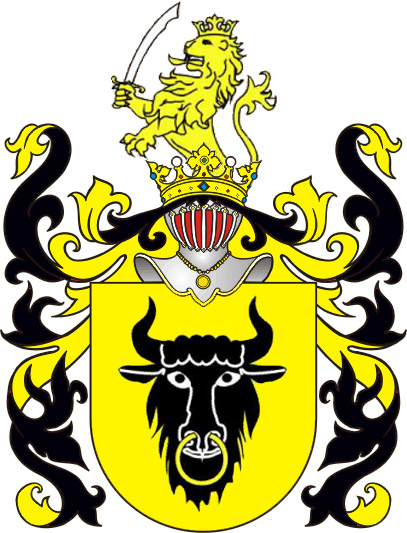
Herb Wieniawa

## Interwikis
- en:Polish clans

- en:Norse clans

- en:Scottish clans

- pl:Lista de Clanes nobles y sus Blasones

- en:Polish heraldry

- en:Polish name

- en:Tadeusz Gajl, "Herby szlacheckie Rzeczypospolitej Obojga Narodow", Gdansk, 2003

- pl:Kategoria:Herby szlacheckie

- en:Category:Polish coats of arms